# Middle River (Maryland)
Middle River é uma Região censo-designada localizada no estado americano de Maryland, no Condado de Baltimore.

## Demografia
Segundo o censo americano de 2000, a sua população era de 23.958 habitantes.

## Geografia
De acordo com o United States Census Bureau tem uma área de
21,9 km², dos quais 20,0 km² cobertos por terra e 1,9 km² cobertos por água. Middle River localiza-se a aproximadamente 5 m acima do nível do mar.

## Localidades na vizinhança
O diagrama seguinte representa as localidades num raio de 8 km ao redor de Middle River.